# Quilamba Quiaxi
Quilamba Quiaxi est l'une des neuf municipalités qui composent la région métropolitaine de Luanda, dans la province du même nom, en Angola.

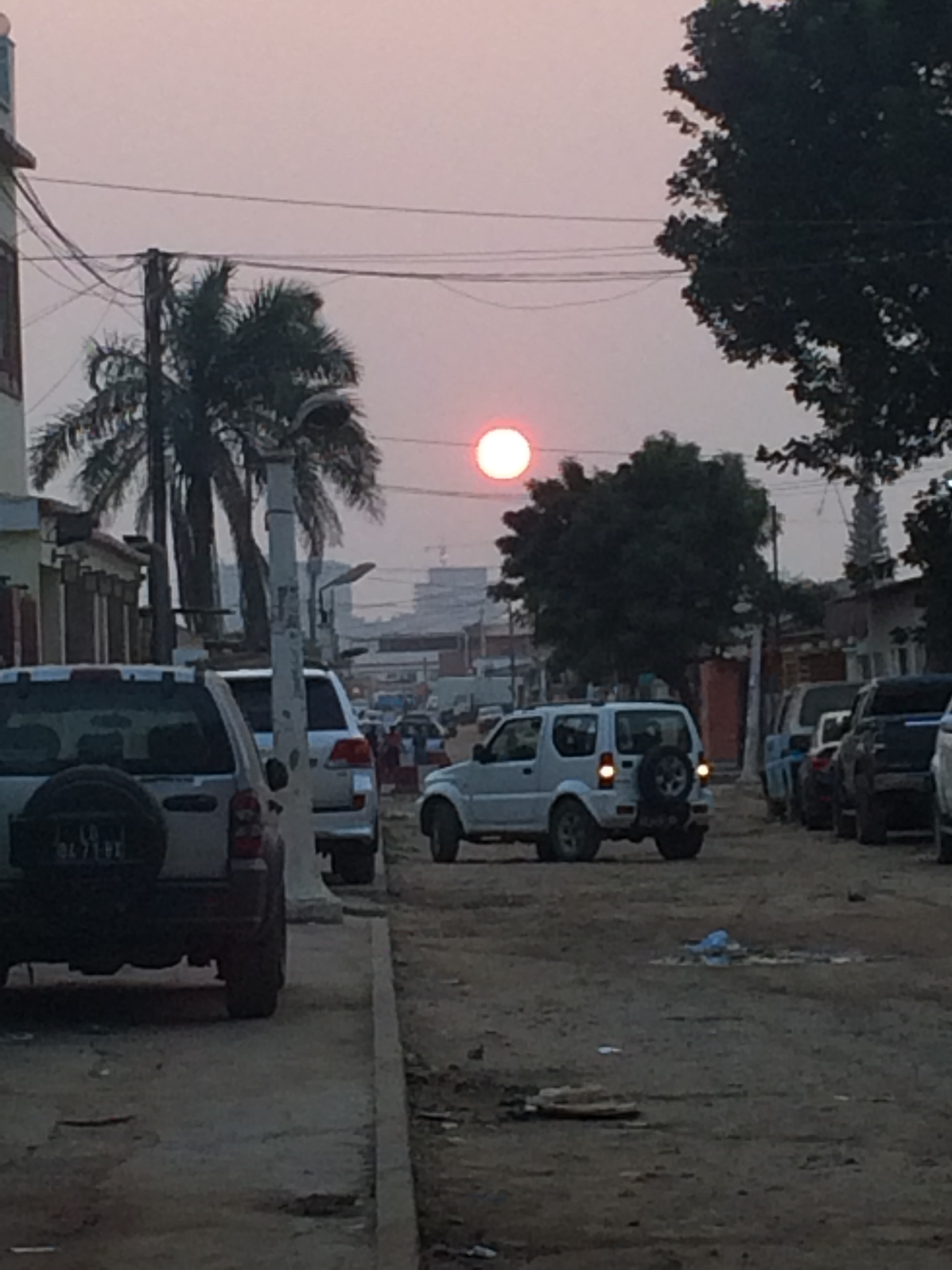
Coucher de soleil dans une rue du quartier de Neves Bendinha, dans la ville de Quilamba Quiaxi, en 2016.

Quilamba Quiaxi s'étend sur 64,1 km2 et compte environ  234 000 habitants. Limité à l'ouest de la municipalité de Luanda, à l'est de la ville de Viana et au sud par la municipalité de Talatona. Quilamba Quiaxi comprend les communes de Neves Bendinha, Golfe, Palanca, Havemos de voltar, Vila Estoril et Camama.
La désignation signifie le comté Kimbundu, la terre (Quiaxi) d'Agostinho Neto (appelé par le peuple en Kimbundu Quilamba dont le sens est «meneur d'hommes»).[pas clair]
Le quartier homonyme de Quilamba fait partie de la ville de Belas. Elle est souvent confondue avec la ville de Quilamba Quiaxi.